# Adem Ljajić
Adem Ljajić (v srbské cyrilici: Адем Љајић, [ǎːdem ʎǎːjitɕ]; * 29. září 1991 Novi Pazar, Jugoslávie) je srbský profesionální fotbalista, který hraje jako záložník za srbský klub FK Novi Pazar.
Reprezentuje Srbsko, se kterým byl na MS.

## Kariéra
V letech 2008–2010 působil v FK Partizan, v roce 2010 přestoupil do ACF Fiorentina, v roce 2013 do AS Řím. Od roku 2015 hostoval v FC Inter Milán.
Z AS Řím přestoupil do FC Turín, hostoval v Beşiktaş JK, kam pak přestoupil. Z Beşiktaş přestoupil v roce 2022 do tureckého klubu Fatih Karagümrük. Od roku 2023 hraje v FK Novi Pazar.